# Ledasperrwerk

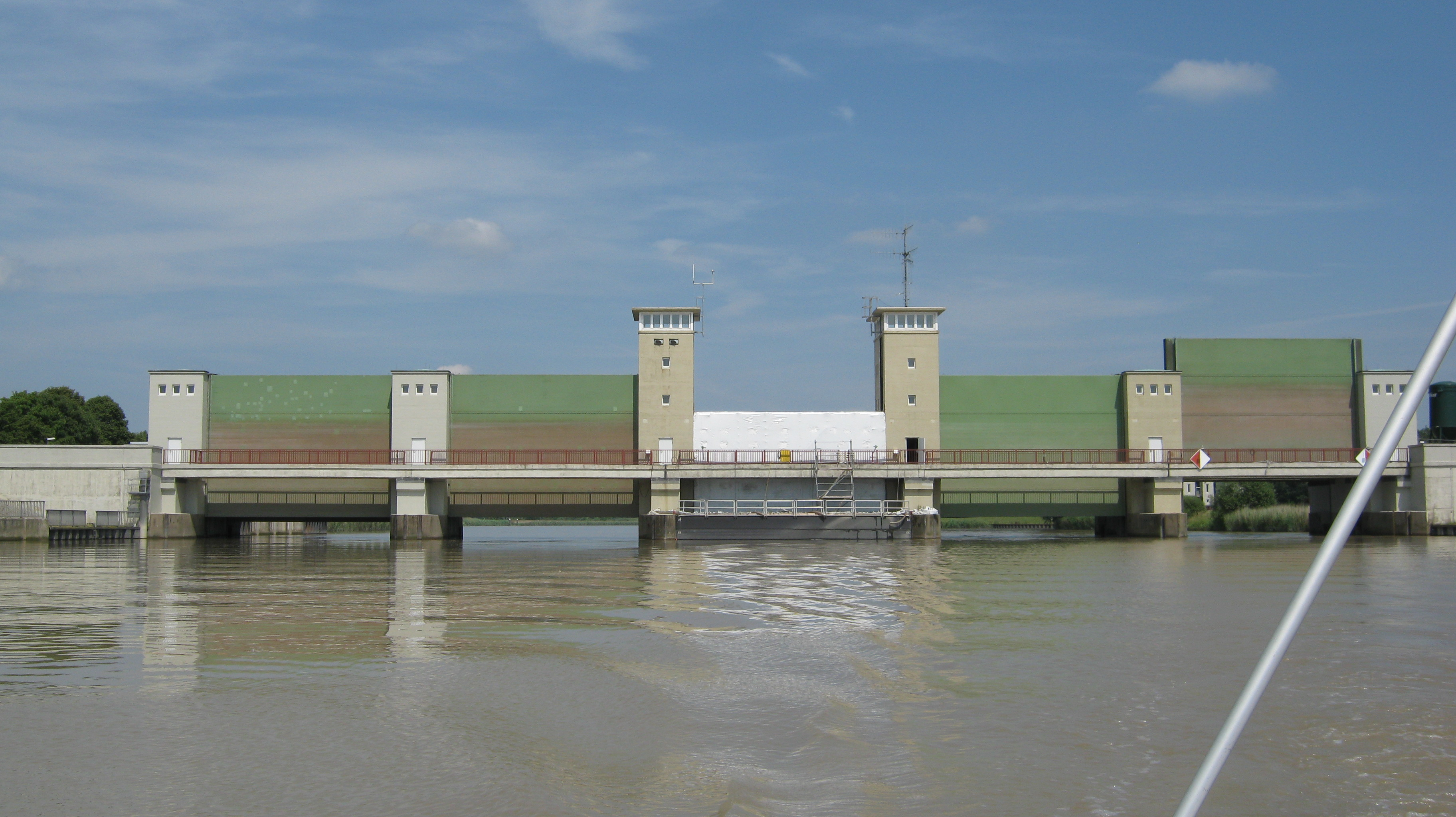
Das Ledasperrwerk

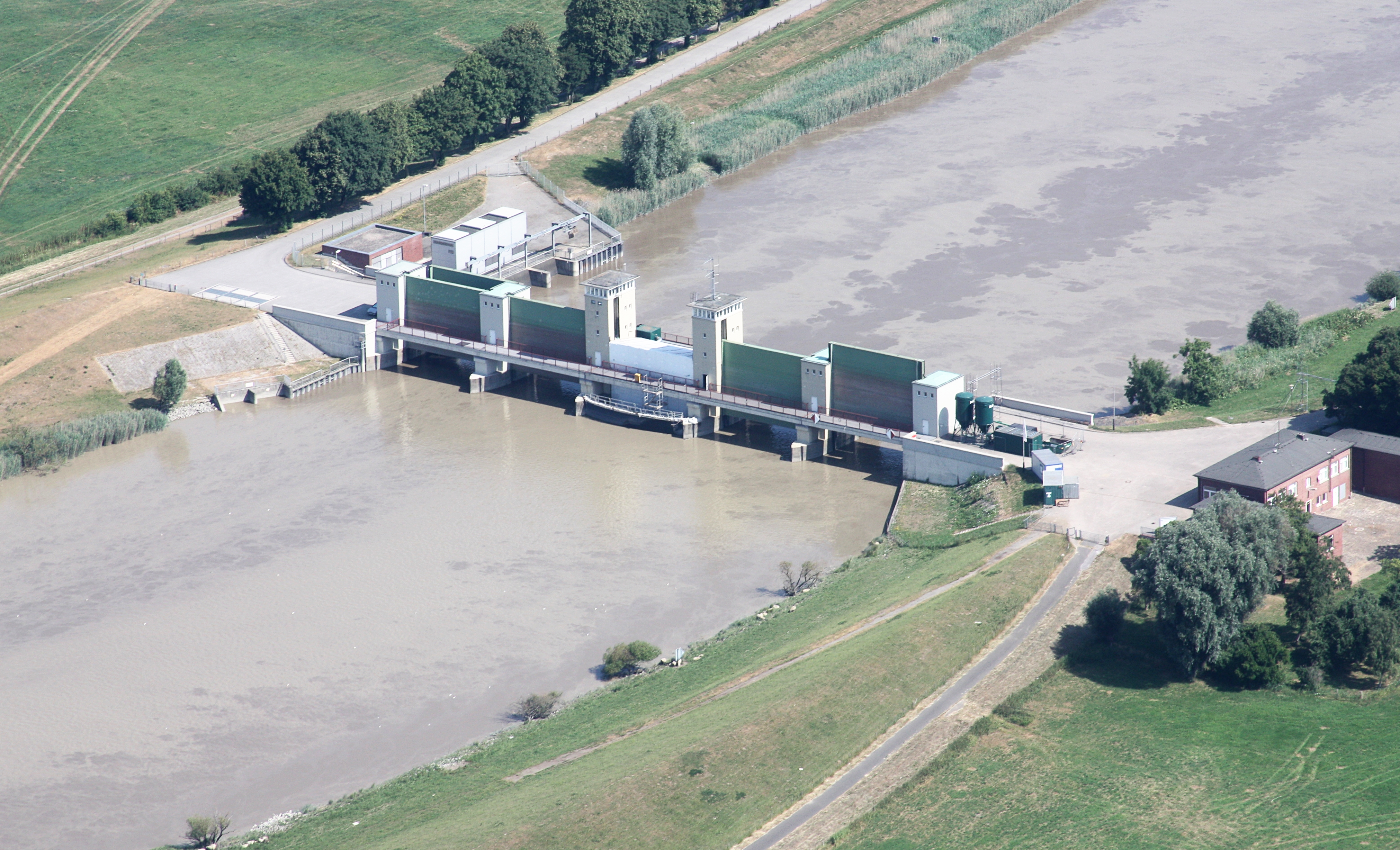
Luftbild des Ledasperrwerks

Das Ledasperrwerk bei Leer dient dem Hochwasserschutz des hinter dem Sperrwerk liegenden Einzugsbereichs der Flüsse Leda und Jümme sowie deren Nebenflüssen. Leda und Jümme entwässern ein circa 35.000 Hektar großes Niederungsgebiet, das durch verhältnismäßig niedrige Deiche nur unzureichend gegen hoch auflaufende Fluten geschützt ist. Da die Erhöhung und Verstärkung der Deiche nur unter großen technischen und finanziellen Schwierigkeiten möglich gewesen wäre, begann man bereits vor dem Zweiten Weltkrieg mit den Planungen für ein Sperrwerk in der Leda bei Leer, wo der Fluss in die Ems mündet. Während des Krieges kamen die Planungen zum Erliegen, wurden aber nach dem Krieg wieder aufgenommen.

## Konzept
Im Jahre 1949 stellte das damalige Wasser- und Schifffahrtsamt Leer einen Entwurf für das Sperrwerk vor.
Um die natürlichen Wasser- und Tideverhältnisse nicht zu beeinflussen, ist das Ledasperrwerk in der Regel geöffnet. Erst bei zu erwartenden Wasserständen von 50 cm über dem mittleren Tidehochwasser (MThw) werden die Tore des Sperrwerks bei Tideniedrigwasser (TNw) geschlossen. Eine nachträgliche Schließung bei auflaufendem Wasser ist jedoch auch möglich.
Dieses Konzept unterschied sich wegweisend von herkömmlichen Sielanlagen und ersten Gezeitensperrwerken, die im geschützten Gewässer den Tideneinfluss ausschalten. 1953, als die Bauarbeiten an der Leda schon weit fortgeschritten waren, führte die Flutkatastrophe in den Niederlanden und Großbritannien dazu, dass ähnlich funktionierende, teilweise allerdings wesentlich größere Anlagen an den Mündungen der Themse und mehrerer niederländischer Flüsse errichtet wurden. Auch in Deutschland gibt es inzwischen zahlreiche Sturmflutsperrwerke.

## Bau des Ledasperrwerks
Die Wasserstraßen- und Schifffahrtsverwaltung des Bundes (WSV) plante und baute das Sperrwerk. Die Errichtung begann im September 1950. Das Sperrwerk konnte in einem Ledabogen im Trockenen gebaut werden. Nach Fertigstellung des Sperrwerks wurde die Leda durch einen circa 1.000 Meter langen Durchstich umgelegt. Der ursprüngliche Flussverlauf ist heute noch in Form eines Altarms vorhanden, der unterhalb des Sperrwerks von der Leda abgetrennt wurde. Im Juli 1954 konnte die Anlage in Betrieb genommen werden. Nur fünf Monate nach Inbetriebnahme bestand das Sperrwerk bei einer Sturmflutserie seine erste Bewährungsprobe.

### Technische Daten
Das Sperrwerk wurde nach dem Prinzip eines Schützenwehrs errichtet. Es verfügt über fünf Öffnungen von je 14 Meter Breite. Die Hubtore, die jeweils 10,5 Meter hoch sind, können zwischen Türmen auf die Sohlschwelle abgesenkt werden.
- Breite des Sperrwerks: 94 Meter
- Breite der Öffnungen: je 14 Meter
- Anzahl der Öffnungen: 5
- Höhe der Hubtore: 10,5 Meter
- Gesamthöhe der mittleren Türme (ab Sohlschwelle): 23,5 Meter
- Durchfahrtshöhe (bei MThw): circa 3,75 Meter
- Durchfahrtshöhe (bei MTnw): circa 5,10 Meter

Das Ledasperrwerk, das aufgrund seines Alters nicht mehr den heutigen Sicherheitsanforderungen entspricht, wird durch das 2002 in Betrieb genommene Emssperrwerk bei Gandersum entlastet.
Für Instandhaltungsmaßnahmen können die einzelnen Öffnungen mit Notverschlüssen abgedämmt und anschließend leergepumpt werden.
Betreiber des Sperrwerks ist das Wasserstraßen- und Schifffahrtsamt Emden.

## Speicherpolder
Zum Sperrwerk gehört das in den Jahren 1956 und 1957 erbaute Entlastungsbauwerk, das den südlich der Leda liegenden Polder Leer mit Oberwasser speisen kann. Der etwa 135 Hektar große Speicherpolder hat ein Fassungsvermögen von 3,2 Millionen m³. Er gehört dem Leda-Jümme-Verband.

## Ledaschöpfwerk
Von Januar 2000 bis Dezember 2001 wurde in unmittelbarer Nähe des Ledasperrwerks ein Schöpfwerk errichtet. Das Schöpfwerk, das vom Niedersächsischen Landesbetrieb für Wasserwirtschaft, Küsten- und Naturschutz (NLWKN) geplant und gebaut wurde, hat eine Pumpleistung von 40 m³/s. Pro Tag können somit knapp 3,5 Millionen m³ Wasser, und damit etwas mehr als das gesamte Fassungsvermögen des Leeraner Speicherpolders, aus dem Gebiet hinter dem Sperrwerk gepumpt werden.
Das Schöpfwerk verbessert die Hochwasser- und Sturmflutsicherheit im Leda-Jümme-Gebiet, da es bei längeren Schließzeiten des Sperrwerks, bei dem sich der Abfluss aus dem Binnenland staut, das Oberwasser aus der Leda abpumpen kann. So kann verhindert werden, dass es zu Überflutungen im Leda-Jümme-Gebiet durch aufgestautes Wasser kommt.
Das Schöpfwerk kann auch bei Schiffsüberführungen auf der Ems genutzt werden und bei geschlossenem Leda- und Emssperrwerk den Stauraum der Ems mit Wasser aus der Leda füllen helfen. Dadurch soll der benötigte Wasserstand in der Ems möglichst schnell erreicht werden, um so die Eingriffe in die Natur durch eine verkürzte Stauzeit zu minimieren.